# Cantó de Peçac-1
El cantó de Peçac-1 és un cantó francès del departament de la Gironda, situat al districte de Bordeus. Compta amb part del municipi de Peçac.

## Història
| Data d'elecció                           | Identitat          | Partit | Qualitat |
| ---------------------------------------- | ------------------ | ------ | -------- |
| 1976-1982                                | Alain Sautereau    | PS     |          |
| 1982-1992                                | Jean-Claude Dalbos | RPR    |          |
| 1992-2004                                | Pierre Auger       | PS     |          |
| 2004-                                    | Edith Moncoucut    | PS     |          |
| les dades anteriors no són pas conegudes |                    |        |          |
|                                          |                    |        |          |

## Demografia
| 1962 | 1968 | 1975 | 1982 | 1990 | 1999 | 2006   |
| ---- | ---- | ---- | ---- | ---- | ---- | ------ |
| -    | -    | -    | -    | -    | -    | 29.651 |